# Chantal Collin
Pour les articles homonymes, voir Collin.
Chantal Collin est une actrice québécoise.

## Filmographie
- 1991 : Watatatow : Mado Bélanger
- 1998 : Bouscotte : Sammèque Tamasse
- 2000 : Macaroni tout garni : Chantal
- 2002 : Rivière-des-Jérémie : Diane Garand
- 2003 : Ma voisine danse le ska : Mia
- 2004 : Le Dernier Tunnel : Policière Turcotte